# Entoloma pseudoparasiticum
Entoloma pseudoparasiticum är en svampart som tillhör divisionen basidiesvampar, och som beskrevs av Machiel Evert ("Chiel") Noordeloos. Entoloma pseudoparasiticum ingår i släktet Entoloma, och familjen Entolomataceae. Enligt den finländska rödlistan är arten sårbar i Finland. Arten är reproducerande i Sverige. Artens livsmiljö är torr eller mesisk örtrik skog.